# Bengt Strömgren
Bengt Georg Daniel Strömgren (21 de enero de 1908 – 4 de julio de 1987) fue un astrónomo y astrofísico danés.

## Vida y carrera
Bengt Strömgren nació en Gotemburgo. Sus padres fueron Hedvig Strömgren (de soltera Lidforss) y Elis Strömgren, profesor de astronomía en la Universidad de Copenhague y director del Observatorio Universitario en Copenhague. Bengt se crio en la mansión del profesor rodeado de científicos, ayudantes, observadores y huéspedes. Su padre llevó a Bengt a una vida con ciencia, y Bengt publicó su primer artículo con apenas 14 años. Se graduó en el instituto en 1925 y se matriculó en la universidad de Copenhague. Sólo dos años más tarde, se graduó en astronomía y física atómica y durante los siguientes dos años, realizó un doctorado que recibió las mejores notas en diciembre de 1929, cuándo apenas tenía 21 años .
Estudió física teórica en el instituto Niels Bohr e intentó utilizar el nuevo marco teórico de la física cuántica en astronomía, investigando las aplicaciones de la mecánica cuántica en estrellas. En 1925 intentó lograr una plaza de profesor asistente universitario, sin éxito. Logró la plaza un año después, como empleado de su padre.
Después de ser nombrado profesor en la universidad en 1932, Strömgren fue invitado a la Universidad de Chicago en 1936 por Otto Struve. Su estancia de 18 meses en el extranjero para 18 meses significó mucho para el joven Strömgren y a su vuelta a Dinamarca en medio del auge del nazismo en Europa, sucedió a su padre en su cargo universitario en 1940. Durante los cinco años de aislamiento bajo la ocupación alemana de Dinamarca, inició la construcción de un nuevo observatorio danés, el observatorio Brorfelde. Después de la Segunda Guerra Mundial, Bengt Strömgren, cansado de la falta de financiación para el proyecto y de la estancada economía danesa, abandonó Dinamarca en 1951.
Volvió a los Estados Unidos, donde fue director de los observatorios Yerkes y McDonald durante seis años. En 1957, fue nombrado el primer profesor de astrofísica teórica en el Institute for Advanced Study de Princeton, donde heredó el despacho de Albert Einstein. Se quedó en Princeton con su familia hasta 1967, cuando volvió a su Dinamarca natal como el último huésped de la serie de grandes científicos daneses de la mansión Carlsberg. En 1987 murió tras una breve enfermedad.

## Obra
Bengt Strömgren hizo contribuciones trascendentales a astrofísica. Descubrió que la composición química de las estrellas era diferente de lo que se suponía y para finales de la década de 1930, demostró que la abundancia relativa de hidrógeno era de casi 70% y el helio suponía aproximadamente 27%. Justo antes de la guerra, descubrió las llamadas esferas de Strömgren — capas interestelares enormes de hidrógeno ionizado alrededor de las estrellas. Durante las décadas de 1950 y 1960, fue un pionero de la fotometría fotoeléctrica con un novedoso sistema de cuatro colores, ahora llamado sistema fotométrico Strömgren . Aparte del observatorio danés de Brorfelde, Strömgren estuvo activo en la organización temprana del Observatorio Europeo Austral en La Silla. 

## Honores
Premios recibidos
- Medalla Bruce (1959)
- Medalla de oro de la Sociedad Astronómica Real (1962)
- Premio Henry Norris Russell (1965)
- Medalla Janssen de la Academia de Ciencias de Francia (1967)

Eponimia
- Asteroide 1846 Bengt
- Edad de Strömgren
- Fotometría de Strömgren
- Esfera de Strömgren
- Integral de Strömgren

Miscelánea
- Asteroide 1493 Sigrid, nombrado en honor a su mujer